# Kappel am Krappfeld
Kappel am Krappfeld ist eine Gemeinde mit 1936 Einwohnern (Stand 1. Jänner 2025) im Bezirk St. Veit an der Glan in Österreich, im Bundesland Kärnten.

## Geographie
Kappel liegt rund 25 Kilometer nordöstlich von Klagenfurt. Das Gemeindegebiet umfasst einen Großteil des Krappfeldes sowie Teile des Brückler Berglandes, welches das Krappfeld vom Görtschitztal im Osten trennt. Entwässert wird das Gebiet hauptsächlich durch die Gurk.

### Gemeindegliederung
Die Gemeinde ist in sechs Katastralgemeinden (Dobranberg, Dürnfeld, Krasta, Mannsberg, St. Martin am Mannsberg, Silberegg) gegliedert. Das Gemeindegebiet umfasst folgende 37 Ortschaften (in Klammern Einwohnerzahl Stand 1. Jänner 2025):
- Boden (24)
- Dobranberg (28)
- Dürnfeld (49)
- Edling (29)
- Freiendorf (1)
- Garzern (31)
- Gasselhof (6)
- Geiselsdorf (5)
- Gölsach (24)
- Grillberg (9)
- Gutschen (0)
- Haide (5)
- Haidkirchen (8)
- Kappel am Krappfeld (405)
- Krasta (49)
- Landbrücken (8)
- Latschach (2)
- Lind (45)
- Mannsberg (1)
- Mauer (1)
- Möriach (19)
- Muschk (210)
- Passering (465)
- Pölling (17)
- Poppenhof (17)
- Rattenberg (11)
- Schöttlhof (5)
- Silberegg (370)
- St. Florian (15)
- St. Klementen (9)
- St. Martin am Krappfeld (28)
- St. Willibald (4)
- Unterbergen (11)
- Unterpassering (7)
- Unterstein (4)
- Windisch (0)
- Zeindorf (14)

### Nachbargemeinden

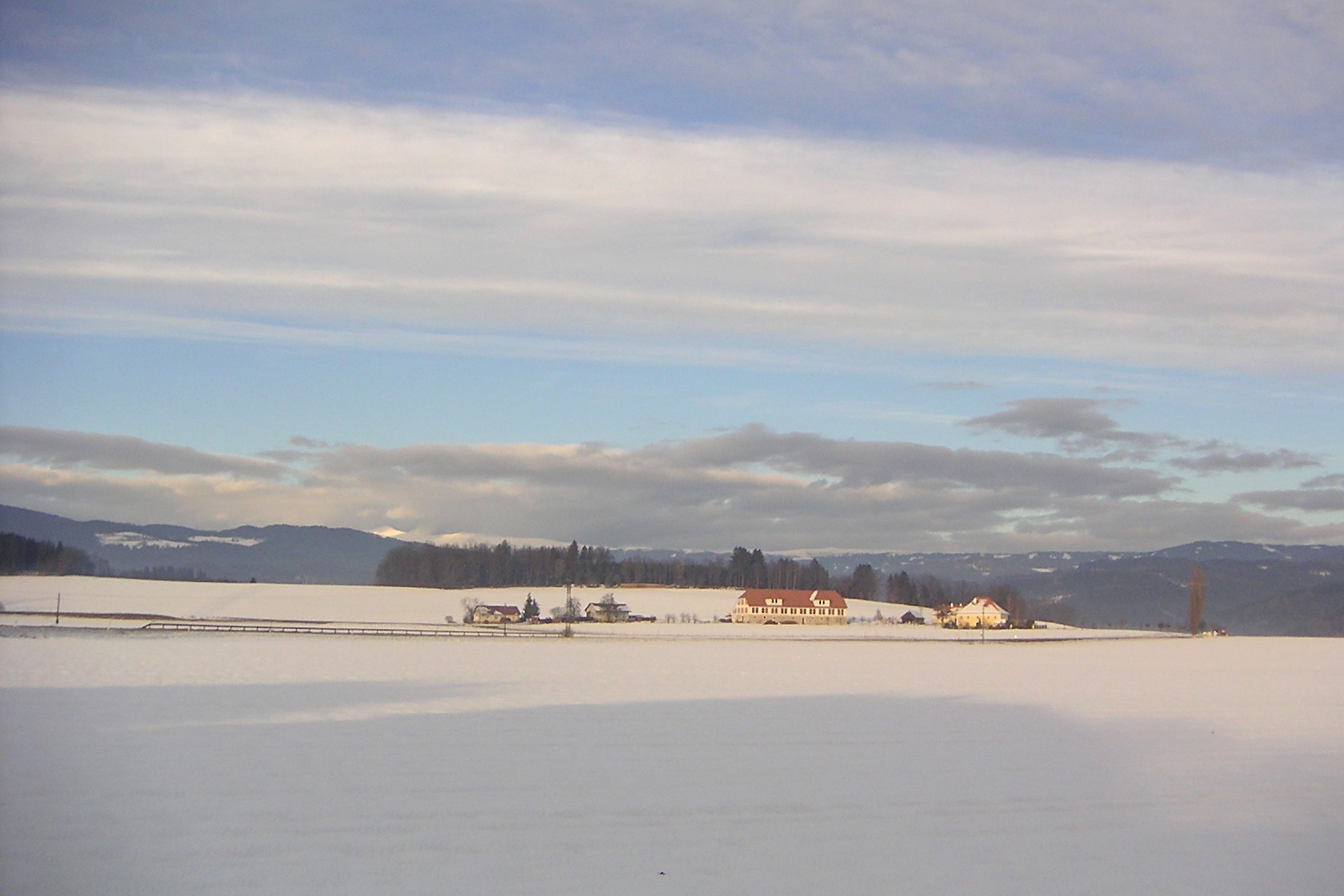
Blick von Kappel über das Krappfeld, Winter 2005

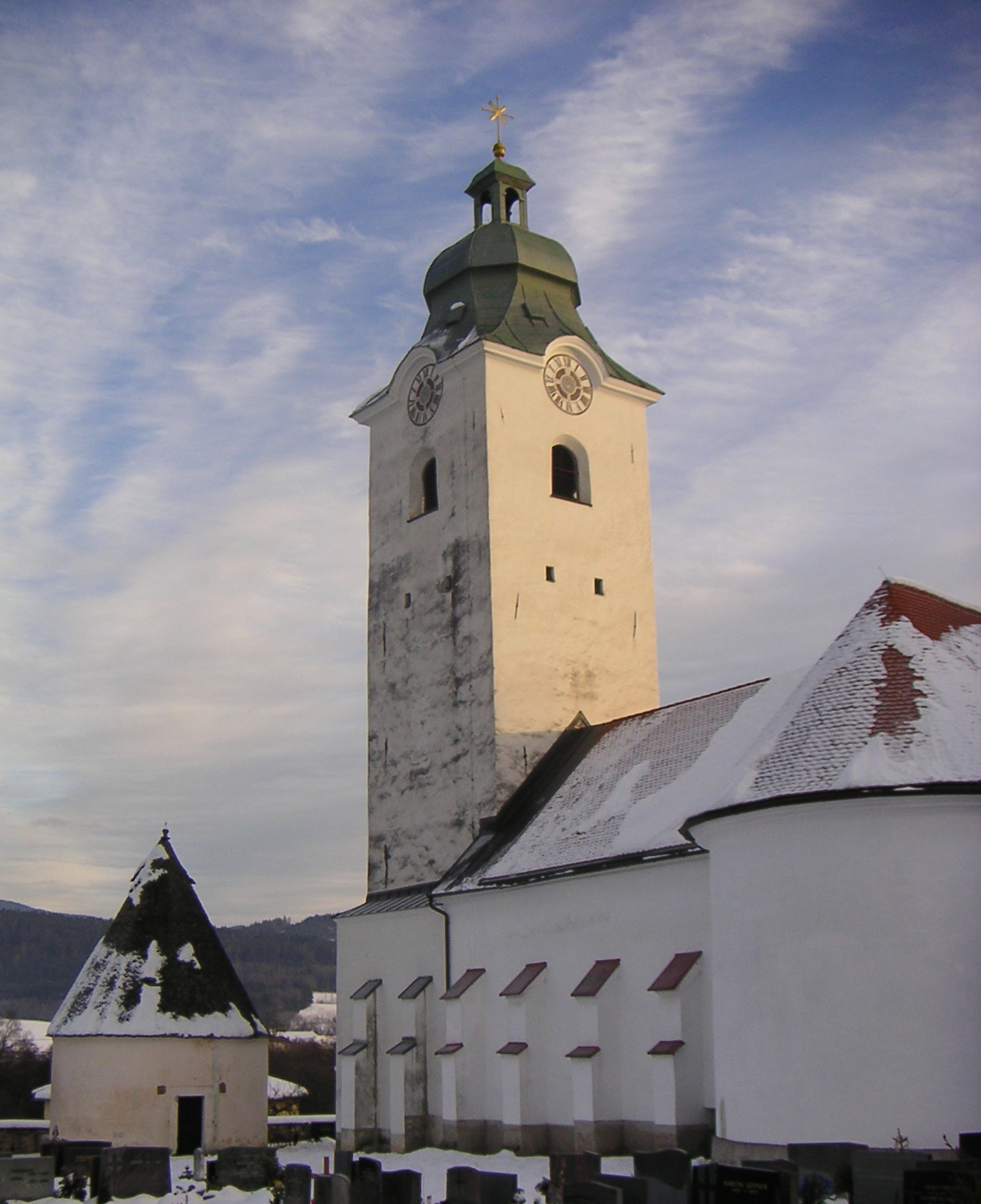
Pfarrkirche Kappel am Krappfeld

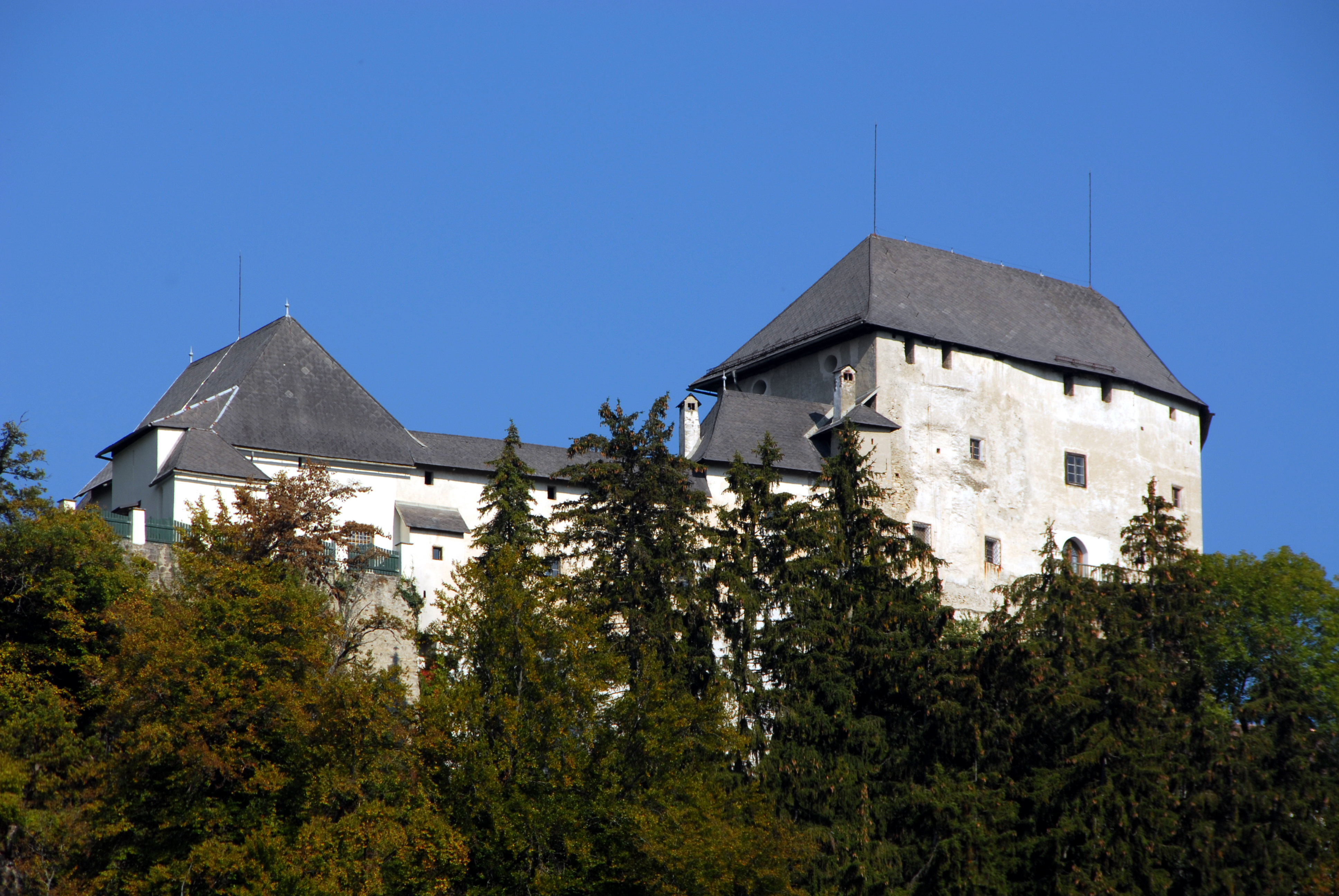
Burg Mannsberg

| Althofen | Guttaring                                   |                  |
| Mölbling | Kompassrose, die auf Nachbargemeinden zeigt | Klein Sankt Paul |
|          | Sankt Georgen am Längsee                    | Eberstein        |

## Geschichte
Das fruchtbare Gebiet war bereits in keltischer und römischer Zeit relativ dicht besiedelt. Die Kirche in St. Martin wurde 991/1023, die Burg Alt-Mannsberg 1065, die Pfarrkirche hl. Paul in Kappel 1158 erstmals urkundlich erwähnt.
Der Ortsname Kappel geht auf eine frühe und bedeutende capella zurück, aus der die heutige Pfarrkirche St. Martin hervorging, die zu einer wichtigen Mutterpfarre des Gebiets wurde. Vom 15. bis ins 18. Jahrhundert hatten die Pröpste von St. Bartlmä zu Friesach die Pfarre inne und residierten zeitweise auch dort. Mit der Burg Mannsberg, von 1627 bis 1876 im Besitz des Gurker Dompropstes, und dem Schloss Silberegg befinden sich gleich zwei ehemalige Herrschaftssitze auf dem heutigen Gemeindegebiet.
Nach der Märzrevolution von 1848 wurden 1850 zunächst die Ortsgemeinden Krasta und Silberegg gebildet, die schon 1870 zur Gemeinde Krasta vereinigt wurden. 1958 wurde der Gemeindename in Kappel am Krappfeld geändert. Die Auflösung der Gemeinde im Zuge der Gemeindestrukturreform in Kärnten (1973) wurde durch eine Volksabstimmung verhindert.

### Bevölkerungsentwicklung
Laut Volkszählung 2001 hatte die Gemeinde Kappel 2.107 Einwohner (2001), davon waren 94,2 % österreichische und 1,9 % jugoslawische Staatsbürger. 86,6 % bekannten sich zur römisch-katholischen, 3,4 % zur evangelischen Kirche und 2,8 % zum Islam. 5,6 % waren ohne religiöses Bekenntnis.
Von 1981 bis 2001 waren sowohl Geburtenbilanz als auch Wanderungsbilanz positiv, danach nahm die Abwanderung stark zu.

## Kultur und Sehenswürdigkeiten
- Burg Mannsberg, urkundlich 1065–1075 durch den Bischof von Brixen erstmals erwähnt, liegt in 691 m Seehöhe auf dem Auslauf eines Berghanges
- Burgruine Altmannsberg, entstand annähernd gleichzeitig mit der darübergelegenen Burg. Sie war bis ins 16. Jahrhundert bewohnt.
- Schloss Silberegg im gleichnamigen Ort südlich von Althofen, wurde im Jahr 1274 erstmals urkundlich erwähnt. In seiner heutigen Gestalt wurde der schlossartige, dreigeschoßige Bau im 16. Jahrhundert errichtet.
- Katholische Pfarrkirche Kappel am Krappfeld hl. Paulus mit gotischem Karner
- Katholische Pfarrkirche Silberegg hl. Georg
- Wallfahrtskirche hl. Florian

## Wirtschaft und Infrastruktur
Die Gemeinde Kappel ist eine typische Landgemeinde mit kleinen Gewerbebetrieben.

### Wirtschaftssektoren
Von den 84 landwirtschaftlichen Betrieben des Jahres 2010 wurden 42 im Haupt-, 39 im Nebenerwerb und 3 von juristischen Personen geführt. Im Produktionssektor arbeiteten 55 Erwerbstätige in der Bauwirtschaft und 39 im Bereich Herstellung von Waren. Die wichtigsten Arbeitgeber des Dienstleistungssektors waren die Bereiche soziale und öffentliche Dienste (40), Handel (38) und freiberufliche Dienstleistungen (30 Mitarbeiter).
| Wirtschaftssektor            | Anzahl Betriebe | Anzahl Betriebe | Anzahl Betriebe | Erwerbstätige | Erwerbstätige | Erwerbstätige |
| Wirtschaftssektor            | 2021            | 2011            | 2001            | 2021          | 2011          | 2001          |
| ---------------------------- | --------------- | --------------- | --------------- | ------------- | ------------- | ------------- |
| Land- und Forstwirtschaft 1) | 69              | 84              | 99              | 91            | 80            | 85            |
| Produktion                   | 29              | 22              | 21              | 111           | 94            | 175           |
| Dienstleistung               | 68              | 73              | 44              | 154           | 154           | 102           |

1) Betriebe mit Fläche in den Jahren 2010 und 1999, Arbeitsstätten im Jahr 2021

### Arbeitsmarkt, Pendeln
Im Jahr 2011 lebten 956 Erwerbstätige in Kappl am Krappfeld. Davon arbeiteten 207 in der Gemeinde, fast 80 Prozent pendelten aus.

### Bildung
Es gibt eine Volksschule, einen Kindergarten und zwei Freiwillige Feuerwehren.

### Verkehr

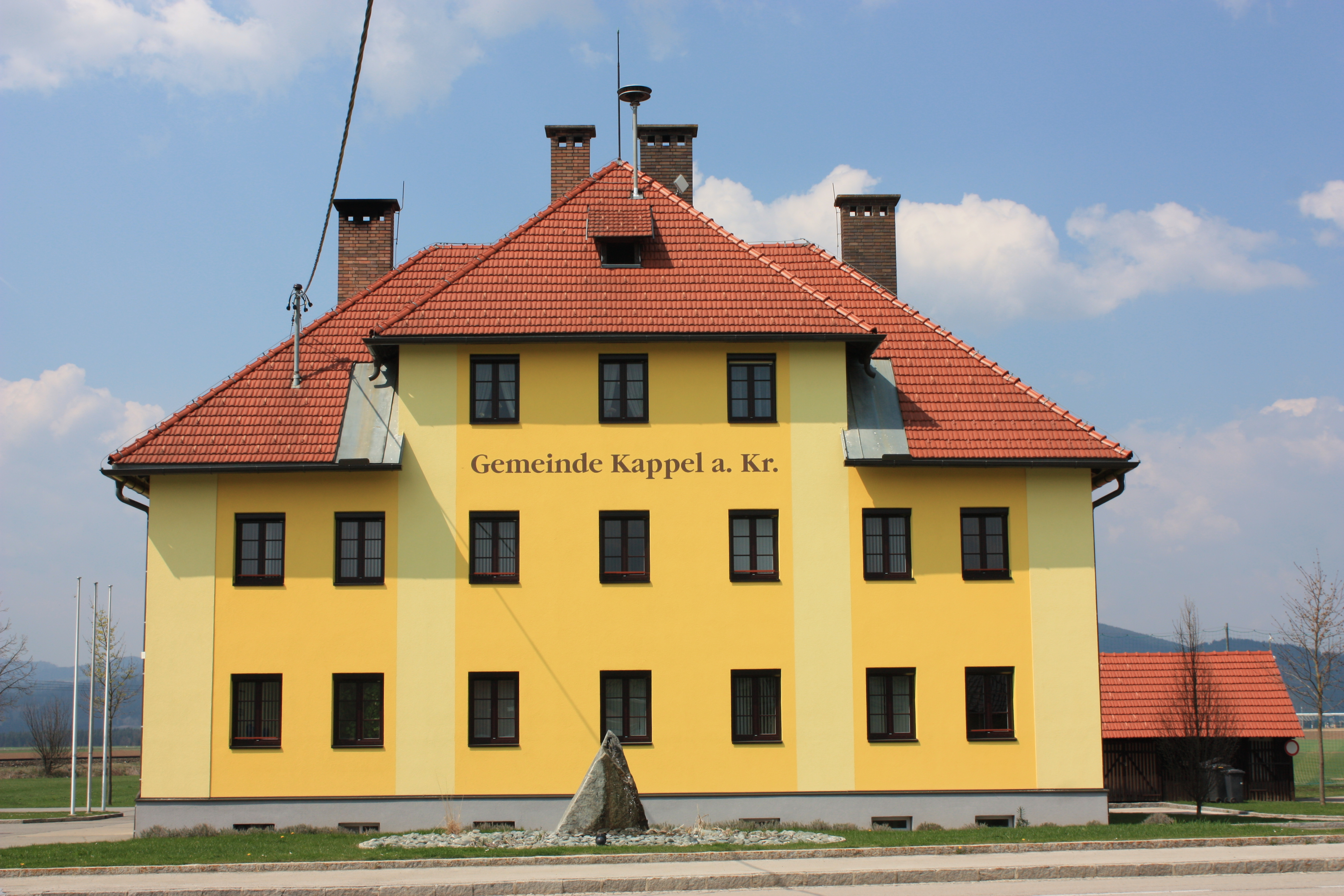
Gemeindeamt

Durch das Gemeindegebiet führen die Friesacher Straße (B 317) sowie die Landesstraßen L82, L83 und L94. An der Rudolfsbahn St. Michael–St. Veit liegen die Haltestellen Passering und Kappel.

## Politik

### Gemeinderat
Der Gemeinderat besteht aus 15 Mitgliedern.
- Nach der Gemeinderatswahl 2015 ergab sich folgende Mandatsverteilung: 8 ÖVP, 6 SPÖ, 1 FPÖ.[9]
- Nach der Gemeinderatswahl 2021 ergab sich folgende Mandatsverteilung: 7 ÖVP, 6 SPÖ, 2 FPÖ.[10]

### Bürgermeister
Bürgermeister war von 2009 bis 2018 Martin Gruber (ÖVP). Am 12. April 2018 wechselte er als Landesrat in die Kärntner Landesregierung. Da ein Landesrat nicht gleichzeitig Bürgermeister sein darf, kam es am 24. Juni 2018 zur Neuwahl. Für das Amt kandidierten Gabriele Moser (ÖVP), Josef Klausner (SPÖ) und Heinrich Rattenberger (FPÖ). Nachdem keiner der drei Kandidaten eine absolute Mehrheit erzielt hatte, kam es am 8. Juli 2018 zu einer Stichwahl zwischen den beiden stimmenstärksten Kandidaten Gabriele Moser (ÖVP) und Josef Klausner (SPÖ), bei der Josef Klausner mit 54,2 Prozent der Stimmen zum Bürgermeister gewählt wurde.
Bei den Gemeinderats- und Bürgermeisterwahlen am 28. Februar 2021 wurde Andrea Feichtinger (ÖVP) bereits im ersten Wahlgang gewählt und wurde damit jüngste Bürgermeisterin Kärntens. Damit stellt die Volkspartei nach rund drei Jahren SPÖ-Führung wieder das Gemeindeoberhaupt.
- 2009–2018 Martin Gruber (ÖVP)
- 2018–2021 Josef Klausner (SPÖ)
- seit 2021 Andrea Feichtinger (ÖVP)[16]

### Wappen
Blasonierung: „In blauem Schild an den Flanken pfahlweise zwei goldene Ähren, dazwischen im Schildfuß eine mit einem blauen Sparren belegte silberne Zinnenspitze, überhöht von einer silbernen Mitra mit abfliegenden Bändern.“
Das Wappen der Gemeinde spielt zum einen auf die verschiedenen ehemaligen Herrschaftsfraktionen im heutigen Gemeindegebiet an: Das silberne Eck im Schildfuß steht „redend“ für Silberegg, die bezinnte Spitze darüber auf Schloss Mannsberg und die Mitra auf die Gurker bzw. Friesacher Pröpste. Die beiden Kornähren stehen für die Getreidewirtschaft, die für die Gemeinde bis heute wirtschaftlich bedeutsam ist, und der blaue Schildgrund spielt auf die Bedeutung des Gebiets als Wasserreservoir an.
Wappen und Flagge wurden der Gemeinde am 11. September 1995 verliehen. Die Flagge ist Blau-Weiß mit eingearbeitetem Wappen.

### Partnergemeinde
Jois im Burgenland

## Persönlichkeiten

### Söhne und Töchter der Gemeinde
- Karl Funder (1866–1943), Unternehmer und Politiker
- Hermann Gruber (1900–1984), Politiker (ÖVP) und Landwirt
- Maria Lassnig (1919–2014), Malerin, in Kappel geboren
- Werner Müller (* 1967), mehrfacher Enduro-Europameister, in Pölling geboren

### Mit der Gemeinde verbundene Persönlichkeiten
- Franz Gruber (* 1956), Politiker (ÖVP)
- Arnulf Prasch (* 1965), Radio- und Fernsehmoderator
- Hans Tilly (* 1937), Unternehmer